# Oxazole
L'oxazole (n. m.) est le composé parent d'une vaste classe de composés organiques, hétérocycliques, aromatiques. C'est un azole avec un atome d'oxygène et un d'azote en β l'un de l'autre (position méta). Les oxazoles sont des composés aromatiques mais moins que les thiazoles. L'oxazole est une base faible, son acide conjugué a un pKa de 0,8 -à comparer aux 7,7 de l'imidazole.